# Trisetaria aurea
Trisetaria aurea är en gräsart som först beskrevs av Michele Tenore, och fick sitt nu gällande namn av Sandro Alessandro Pignatti. I den svenska databasen Dyntaxa används istället namnet Trisetum aureum. Enligt Catalogue of Life ingår Trisetaria aurea i släktet Trisetaria och familjen gräs, men enligt Dyntaxa är tillhörigheten istället släktet glanshavren och familjen gräs. Arten har ej påträffats i Sverige. Inga underarter finns listade i Catalogue of Life.